# Jackyl
Jackyl es una banda de rock de Estados Unidos formada en 1990. Su sonido ha sido descrito como hard rock, heavy metal y rock sureño.
Esta banda es muy conocida por su canción "The Lumberjack" (El leñador), en la cual el cantante Jesse James Dupree realiza un solo con una motosierra.

## Miembros

### Miembros actuales
- Jesse James Dupree: cantante, guitarrista, motosierra
- Jeff Worley: guitarrista
- Chris Worley: baterista
- Roman Glick: bajista

### Miembros anteriores
- Jimmy Stiff: guitarrista
- Thomas Bettini: bajista

## Discografía

### Álbumes de estudio
| Año  | Álbum                                                                | US  | US Heat. | US Indie | Certificación | Discográfica            |
| 1992 | Jackyl                                                               | 76  | 1        | -        | Platinum      | Geffen                  |
| 1994 | Push Comes to Shove                                                  | 46  | -        | -        | Gold          | Geffen                  |
| 1996 | Night of the Living Dead [en vivo]                                   | -   | -        | -        | -             | Mayhem                  |
| 1997 | Cut the Crap                                                         | 133 | -        | -        | -             | Epic                    |
| 1998 | Choice Cuts [best-of]                                                | -   | -        | -        | -             | Geffen                  |
| 1998 | Stayin' Alive                                                        | -   | -        | -        | -             | Shimmer Tone            |
| 2002 | Relentless                                                           | -   | -        | 41       | -             | Humidity                |
| 2003 | 20th Century Masters - The Millennium Collection: The Best of Jackyl | -   | -        | -        | -             | Geffen                  |
| 2004 | Live at the Full Throttle Saloon                                     | -   | -        | -        | -             | Sanctuary               |
| 2010 | When Moonshine and Dynamite Collide                                  | 192 | -        | 31       | -             | Mighty Loud             |
| 2012 | Best in Show                                                         | 84  | -        | -        | -             | Mighty Loud             |
| 2014 | 10 Live! .                                                           | -   | -        | -        | -             | Sanctuary Records Group |
| 2016 | Rowyco                                                               | 181 | -        | -        | -             | Mighty Loud             |

### Sencillos
| Fecha de lanzamiento | Título                              | Lista Mainstream Rock | Álbum               |
| -------------------- | ----------------------------------- | --------------------- | ------------------- |
| 1992                 | The Lumberjack                      | 24                    | Jackyl              |
| 1992                 | I Stand Alone                       | 32                    | Jackyl              |
| 1992                 | Down on Me                          | 10                    | Jackyl              |
| 1992                 | Dirty Little Mind                   | 35                    | Jackyl              |
| 1993                 | When Will it Rain                   | 11                    | Jackyl              |
| 1994                 | Push Comes to Shove                 | 7                     | Push Comes to Shove |
| 1994                 | Headed for Destruction              | 35                    | Push Comes to Shove |
| 1997                 | Locked and Loaded                   | 11                    | Cut the Crap        |
| 1998                 | We're an American Band              | 31                    | Choice Cuts         |
| 2010                 | When Moonshine and Dynamite Collide |                       |                     |